# Ternove, Sînelnîkove
Ternove (în ucraineană Тернове) este un sat în comuna Zaițeve din raionul Sînelnîkove, regiunea Dnipropetrovsk, Ucraina.

## Demografie
Componența lingvistică a localității Ternove
     Ucraineană (90%)
     Rusă (10%)
Conform recensământului din 2001, majoritatea populației localității Ternove era vorbitoare de ucraineană (90%), existând în minoritate și vorbitori de rusă (10%).